# Margarita Tafanera
Margarita Montllor, conocida como Margarita Tafanera, (c. 1575 – 26 de octubre de 1619) fue una ama de casa española, que vivía en Tarrasa y fue procesada en tres ocasiones por brujería. 

## Biografía
Llegó a Tarrasa alrededor de 1591, a los 16 años, muy probablemente para casarse con Bernat Tafaner, un tejedor de lana nacido en la villa. Desde entonces se la llamó Margarita Tafanera.
Los Tafaner eran una familia de tejedores tarrasenses que vivían en la calle de Calabruixa, posteriormente renombrada como calle de Baix. Según la documentación de la época, se trataba de una familia con serios problemas económicos y muy conflictiva, lo eran tanto los progenitores como sus tres hijos (Juan, Narcís y Jaume). Además, el hermano de Margarita, Jaume Montllor, vivía en la casa de al lado de su hermana y protagonizó una serie de disputas violentas con sus sobrinos, incluyendo agresiones, insultos y escopetazos, disputas que alborotaron la ciudad de Tarrasa durante algunos años.
En 1615, fue acusada de brujería junto con Juana de Toy, Eulalia Totxa y Peirona Moles. Cuando intentaba huir fue detenida y pasó unos meses en las cárceles secretas de la Inquisición en Barcelona. Joana Farrés, la mujer que introdujo a Margarita en el arte de la brujería, testificó en su contra y la acusó de obedecer las órdenes de Satanás. Margarita fue juzgada por el alcalde de Tarrasa, que dejó su caso en manos del Santo Oficio de la Inquisición de Barcelona. Este tribunal la juzgó por segunda vez ese mismo año, pero la causa fue desestimada y Margarita fue liberada.
En 1619, los escándalos en la calle Calabruixa continuaban. Margarita, que había echado de casa a uno de sus hijos, acabó enloqueciendo y robaba leña y habas, entre otras cosas. El año anterior había sido acusada de pasearse por los tejados de las casas y en mayo de 1619 fue detenida de nuevo. Sufrió tormentos y un linchamiento público que la dejó medio moribunda. Finalmente, acabó confesando y autoinculpándose de todo lo que se le acusaba. Fue juzgada por brujería junto con otras cinco mujeres de la villa  y fueron sentenciadas a morir en la horca el 26 de octubre de 1619.El tribunal fue el de la alcaldía de Tarrasa. La ejecución se llevó a cabo en el sitio llamado de la Piedra Blanca en Tarrasa.

## Contexto
Los tres juicios a Margarita Tafanera están enmarcados en el período histórico de la cacería de brujas comprendido entre los años 1615 y 1630, período durante el cual miles de mujeres fueron juzgadas en Cataluña. Coincidiendo con una etapa de desastres naturales, muchas de estas mujeres fueron acusadas de invocar granizadas y provocar enfermedades y muertes de sus vecinos.